# …洋子
「…洋子」（ようこ）は、1985年11月20日にリリースされた尾崎和行&コースタルシティのデビューシングルである。

## 解説
1985年9月に行われた第30回ヤマハポピュラーソングコンテスト及び、同年10月に行われた第16回世界歌謡祭と続けてグランプリを受賞した曲である。
曲のタイトルにもなっている「洋子」とは内藤洋子のことである。
ちなみに、元プロ野球選手（外野手）の藤井康雄は、プリンスホテルへ勤務していた時期に第16回世界歌謡祭を日本武道館で観覧。尾崎がこの曲でグランプリを受賞した瞬間にも立ち会った。藤井は1987年に阪急ブレーブスへ入団すると、後継球団であるオリックスブルーウェーブの在籍中に、当時コースタルシティを解散していた尾崎との交流を開始。藤井が球界屈指の美声の持ち主であることから、1999年には、尾崎のプロデュースで3曲入りのアルバムをブルースターレコードから発売するまでに至った。そのうちの1曲が「…洋子'99」というカヴァーソングで、アルバムのタイトルにも使われている。

## 収録曲
- 全て作詞・作曲：尾崎和行、編曲：浦田博信

1. …洋子
2. 悲しみをバラまいて

## 尾崎和行&コースタルシティ
- 尾崎和行：Vocal, Guitar
- 中村哲也： Guitar
- 田中厚：Keyboards
- 藤田安広：Bass
- 赤松俊明：Drums